# 第2次スーパーロボット大戦OG
『第2次スーパーロボット大戦OG』（だいにじスーパーロボットたいせんオージー）は、バンダイナムコゲームスより2012年11月29日に発売されたPlayStation 3用ゲームソフト。略称は『第2次OG』。
キャッチコピーは「封印戦争、勃発。地球を守護する”剣”となるのは、誰か――」。

## 概要
「スーパーロボット大戦シリーズ」のカテゴリの一つである「OG（ORIGINAL GENERATION）シリーズ」の一作。
OGシリーズのエピソード3にあたる作品だが、タイトルは『スーパーロボット大戦ORIGINAL GENERATION3』ではない。これはエピソード1,2を収録した『スーパーロボット大戦OG ORIGINAL GENERATIONS』（『OGS』）を「第1次」、その続編である本作を「第2次」とカウントしているためである。ただし、シナリオ自体はその間のエピソード2.5を描いた『スーパーロボット大戦OG外伝』（『OG外伝』）からの続きとなっている。
スーパーロボット大戦シリーズ初のPS3専用作品ということで画面の解像度が従来より上がり、HD画質になっている。また戦闘アニメーションにおいて、従来ではユニットと背景が共に2Dで描かれていたが、本作は背景が3Dで描かれるようになり、必殺技では特に視点がダイナミックに動くようになった。なお、『OGS』『OG外伝』から登場するロボットも高解像度用にブラッシュアップされ、戦闘アニメーションも一部新規で追加されている。
新たに『スーパーロボット大戦D』『リアルロボットレジメント』、また前作『OG外伝』ではゲスト出演に留まった『スーパーロボット大戦MX』のキャラクターやメカニックが本格的に登場。また、DC戦争シリーズの『スーパーロボット大戦EX』、『第4次スーパーロボット大戦』、『スーパーロボット大戦F』、αシリーズの『第2次スーパーロボット大戦α』のストーリーも内包している。
当初2011年9月29日発売予定とされていたが、同年7月12日に発売の延期が発表され、2012年5月31日に「今冬発売予定」と発表された。その後、2012年8月9日に改めて発売日が2012年11月29日に決定したと発表された。

### 限定版
限定版の『第2次スーパーロボット大戦OG COMPLETE BD BOX』（だいにじスーパーロボットたいせんオージー コンプリート ビーディー ボックス）にはゲーム本編の他にテレビアニメ『スーパーロボット大戦OG -ジ・インスペクター-』全26話を完全収録したブルーレイ・ディスクBOXが付属する。パッケージはアニメ版のキャラクターデザインを担当した江端里沙による描き下ろし。
テレビアニメの全話セットのブルーレイディスクがゲームに付属するのは史上初。『スーパーロボット大戦OG -ジ・インスペクター-』のストーリーは本作の前日譚にあたるため、ストーリーを復習することも出来る。

### 特装版
バンダイナムコゲームス公式通販サイト「LaLaBitMarket」限定として、量産型ゲシュペンストMk-II改（カチーナ機）のプラモデルを同梱した特装版が発売された。

## あらすじ
シャドウミラーや修羅との戦いからしばらく後。かつてのDC本拠地だったアイドネウス島は閉鎖され、歴史の表舞台から姿を消していた。しかしその内部では、コードネーム「GS」という大統領直属の特殊部隊が密かに結成され、新兵器や新技術の開発やテストが繰り返されていた。物語はそこから「イング」と名乗る一人の少年が脱走する所から始まる。彼は人型兵器・キャニスを奪って脱走中、GSの一部隊「ベータ・セイバー」の追撃を受けるが、乗機を自爆させながらも何とか振り切る。その際に大怪我を負い、脱出ポッドで海を漂流していたが、現場付近でアルテリオンのテストを行っていたプロジェクトTDのメンバーと、そのバックアップ役として同行していたL&Eコーポレーションの面々に救出され、近海で演習を行っていた地球連邦軍極東方面軍第1独立特殊部隊「鋼龍戦隊」のハガネに緊急搬送された。
その直後、謎の重力波がハガネとヒリュウ改を包み込み、2隻は異空間に吸い込まれてしまう。2隻が飛ばされた先は、地球の空洞内部に存在する異世界「ラ・ギアス」だった。ハガネは魔装機神操者のマサキ、テュッティと合流し、途中でザムジードの操者としてミオを迎え、武力によるラ・ギアス統一を計画していた神聖ラングラン王国のフェイルロード王を打倒する。一方でヒリュウ改は、同じく魔装機神操者のヤンロンと合流し、クーデターを目論んでいたラングラン軍のカークス将軍を打倒。各々でラ・ギアスの紛争を鎮圧し、地上へ帰還した。
その頃地上では、妖機人を操る組織「バラル」、ツェントル・プロジェクトの試作機「メディウス・ロクス」、謎の機体「ジンライ」など、様々な新しい敵が現れる中、新たな異星人「ゲスト」が現れ、地球各所に同時攻撃を仕掛ける。しかし、それらの攻撃は地球連邦軍と「GS」こと「ガイアセイバーズ」によって撃退させた。そんな中、ガイアセーバーズから脱走してきた1人の女性兵士ろアリエイル・オーグが地上に戻った鋼龍戦隊への投降を申し出る。彼女の持参した情報とゲストの襲来を予め知っていたかのようなガイアセイバーズの対応に、鋼龍戦隊はその実態に不審を抱く。
そしてある日、ガイアセイバーズ司令のアルテウル・シュタインベックが、全ての命令系統より優先されるという「GS特権」を振りかざし、ラ・ギアスに召喚された際の長期不在を理由に「鋼龍戦隊の全戦力を明け渡せ」という命令を下す。これを拒否した鋼龍戦隊はガイアセイバーズ艦隊に攻撃されるも、ハガネ・ヒリュウ改2隻による高速飛行態勢をとって何とか戦線を離脱する。しかしその時、離脱ルート上に突然グライエン・グラスマン大統領の乗った輸送機が割り込み、高速飛行していたハガネに激突してしまう。この事により、鋼龍戦隊は大統領殺しの罪を着せられて軍籍を剥奪されてしまう。
さらに南極遺跡から現れた謎の軍勢「ルイーナ」が地球を闇で覆ってしまう。鋼龍戦隊は地球の闇を取り払うため、地球を狙う敵との孤立無援の戦いを続けることとなった。

## 参戦作品

### 一覧
本作はバンプレストオリジナルしか登場しないため、厳密には参戦作品の概念は存在しない。
キャラクター、機体出典は以下の通り。☆はOGシリーズ初登場。
- DC戦争シリーズ/魔装機神シリーズ
  - ☆スーパーロボット大戦EX
  - 第4次スーパーロボット大戦/F/F完結編
- αシリーズ
  - スーパーロボット大戦α
  - スーパーロボット大戦α外伝
  - 第2次スーパーロボット大戦α
  - 第3次スーパーロボット大戦α 終焉の銀河へ
- 任天堂携帯機シリーズ
  - スーパーロボット大戦A
  - スーパーロボット大戦R
  - ☆スーパーロボット大戦D
- 他スーパーロボット大戦シリーズゲーム作品
  - スーパーロボット大戦COMPACT2/IMPACT
  - 新スーパーロボット大戦
  - スーパーロボット大戦MX
- スーパーロボット大戦シリーズメディア作品
  - ☆スーパーロボット大戦OG ジ・インスペクター
  - ☆スーパーロボット大戦OGサーガ 龍虎王伝奇
  - ☆ロストチルドレン[10]
- スーパーロボット大戦シリーズ以外作品
  - グレイトバトルシリーズ
  - ヒーロー戦記 プロジェクト オリュンポス
  - ☆リアルロボットレジメント
  - ☆Another Century's Episode Portable

### パッケージ登場機体
（機体の後ろに括弧書きで初登場した作品）
- ダイゼンガー（第2次スーパーロボット大戦α）
- アウセンザイター（プフェールト・モード）（スーパーロボット大戦ORIGINAL GENERATION2）
- 雷鳳（第3次スーパーロボット大戦α 終焉の銀河へ）
- サーベラス（スーパーロボット大戦MX）
- フリッケライ・ガイスト（リアルロボットレジメント）
- エール・シュヴァリアー（スーパーロボット大戦D）
- サイバスター（魔装機神 THE LORD OF ELEMENTAL）
- アルトアイゼン・リーゼ（スーパーロボット大戦COMPACT2）
- ライン・ヴァイスリッター（スーパーロボット大戦COMPACT2）

## システム
ここでは、本作特有のシステムや新規追加・変更されたシステムについて解説する。シリーズ共通のシステムについてはスーパーロボット大戦シリーズのシステムを参照。
『OGS』、『OG外伝』のシステムを継承しつつ、ツインユニットの編成をインターミッションでできるようになり、固定武器の改造が一括に変更されるなどの変更点がいくつかある。
マキシマムブレイク
本作から追加された攻撃方法で、隣接するツインユニットを組んだ2部隊がまず全機による一斉攻撃の後、各機体の個別攻撃へ移る。発動条件は以下の条件を満たす必要があり、発動後は発動した側の気力が-10減少する（協力した側の気力は減少しない）。
- 攻撃を行うツインユニットのメイン側にスキル「統率」を持っている。
- マキシマムブレイクを行う全メインパイロットの気力が140以上。
- マキシマムブレイクを行う全機体に支援攻撃用の武器（武器欄にFのマークがついている）を所持しており、なおかつ使用可能な状態であること（射程については問わない）。

アビリティスロットシステム
機体やキャラクターが加わる度に「アビリティ」が追加される。それぞれの機体、キャラクターには3つのスロットがあり、そこにアビリティが装備可能で、シングルかツインユニット時に同じアビリティが3つあるとツインユニットを組んだ部隊に追加補正がかかる（例として「移動」が3つ装備されているなら「移動力+1」の追加補正がされる）。ただし、同じアビリティを4つ以上装備してもアビリティの上昇はしない（例として「移動」が6つ装備されていても「移動力+2」にはならない）。

## 主題歌
どちらもJAM Projectが歌っている。
オープニングテーマ「Wings of the legend」
エンディングテーマ「Babylon」

## プロモーション
キャラホビ2011
2011年8月28日に幕張メッセで開催されたイベント「キャラホビ2011」において、WEBラジオ「うますぎWAVE」の公開録音が行われ、その中で本作に関する情報が公開された。
東京ゲームショウ2011
2011年9月15日から4日間にわたって開催された「東京ゲームショウ2011」にて、JAM Projectと美郷あきによるシリーズ生誕20周年記念ライブが行われ、その中で本作の映像が公開された。
水着投票キャンペーン
本作の発売記念キャンペーンとして、グラビアアイドルの佐山彩香に着させたい水着のユーザー投票が実施された。テレビアニメ『スーパーロボット大戦OG -ジ・インスペクター-』のEDでヒロイン達が身につけていた水着が対象で、一位を獲得したゼオラ・シュバイツァーの水着が「東京ゲームショウ2012」のステージにて披露された。
アニメ無料配信ペーン
本作の発売記念キャンペーンとして、『スーパーロボット大戦OG -ジ・インスペクター-』のBlu-ray版の7〜10話がバンダイチャンネルにて無料配信された。また会員向けの「アニメ・特撮見放題」ではOGシリーズのアニメ3作全話が配信された。
東京ゲームショウ2012
「東京ゲームショウ2012」の一般公開初日となる2012年9月22日に、バンダイナムコゲームスブースにて本作のステージイベントが行われた。チーフプロデューサーの寺田貴信のほか、ゲストとしてマサキ・アンドー役の緑川光、ライディース・F・ブランシュタイン役の置鮎龍太郎、イング役の岡本寛志が出演し、本作の戦闘アニメーションが一部公開された。また、JAM Projectと美郷あきによるライブステージも行われた。
ポスターラリーキャンペーン
本作の発売記念キャンペーンとして、東京メトロの8駅9箇所に貼られたポスターのQRコードを読み取ることで景品が手に入るポスターラリーが行われた。1駅で壁紙、3駅で『スーパーロボット大戦Card Chronicle』でレアカードのシリアルコードが入手でき、全駅回るとキャラクターが身につけている衣装を再現したオリジナルグッズの抽選に応募できる。
PV上映会&ボイス・スパログ公開放送
本作の第4弾PV先行上映会とボイス・スパログの公開放送が、2012年10月27日にバンダイナムコゲームス未来研究所で行われた。チーフプロデューサーの寺田貴信のほか、ゲストとしてマサキ・アンドー役の緑川光、ライディース・F・ブランシュタイン役の置鮎龍太郎、エルザム・V・ブランシュタイン役の稲田徹が出演し、本作にて『スーパーロボット大戦EX』のストーリーが再現されることが初めて明かされた。
ダイジェストプレイムービー
ゲーム本編の第1話、第2話のダイジェストプレイムービーがゲーム発売前に公開された。第2話のプレイムービーは緑川光による実況プレイ動画として「熱血!必中!ボイス・スパログ! 〜第2次スーパーロボット大戦OG篇〜 第3回」にて放送されている。
WEBラジオ
本作のプロモーションとして、スーパーロボット大戦公式ブログのWEBラジオ版が「熱血!必中!ボイス・スパログ! 〜第2次スーパーロボット大戦OG篇〜」として2012年11月9日から12月14日まで配信された。パーソナリティーはプロデューサーの寺田貴信とライディース・F・ブランシュタイン役の置鮎龍太郎、音響制作の原道太郎。
バンダイナムコライブTV
バンダイナムコライブTVの2012年11月28日放送にて本作の特集が組まれた。番組には、プロデューサーの寺田貴信、クスハ・ミズハ役の高橋美佳子、アイビス・ダグラス役の渡辺明乃、ジョシュア・ラドクリフ役の中村悠一がゲスト出演している。
ディスプレイコンテスト
ゲームショップの店頭ディスプレイを表彰するディスプレイコンテストが行われた。
公式サイト連動プレゼントキャンペーン
ゲームに同梱されているシリアルコードを公式サイトのプレミアムメンバーズクラブのキャンペーンページに入力することで、スーパーロボット大戦グッズの抽選に応募できるプレゼントキャンペーンが行われた。景品はサイン入りポスター、フィギア、オリジナルワッペン。また、応募者全員が描き下ろしイラストの限定壁紙をダウンロードできる。
テレビCM
ゲーム映像を使用したTVCMが放映された。
購入特典
予約特典は、小冊子「電撃スパロボ!SP OG Official Book」。
初回特典は、『スーパーロボット大戦Card Chronicle』で限定カード「サイバスター」が入手できる数量限定シリアルコード。

## 関連作品
- スーパーロボット大戦OG ダークプリズン - 本作で収録されなかった「シュウの章」のほか、封印戦争の舞台裏についても描かれている。

また、一部の人物は下記の作品への戦いを経てからOGの世界へ帰還し、本作の戦いに合流している。
- Another Century's Episode:R - リュウセイ、キョウスケ、マサキが惑星エリアへ転移。
- 無限のフロンティアEXCEED スーパーロボット大戦OGサーガ - アクセル、アルフィミィ、コウタがエンドレス・フロンティアへ転移。

## 関連商品
- 第2次スーパーロボット大戦OG ザ・コンプリートガイド OG MANIACS ISBN 978-4-04-870758-9
- 第2次スーパーロボット大戦OG パーフェクトバイブル ISBN 978-4-04-728747-1